# ラジオマガジンEARLY BIRD
ラジオマガジン EARLY BIRD（ラジオマガジン アーリィバード）は、東北放送（TBCラジオ）で放送されていた生活情報番組。

## 放送時間
- 2000年10月7日 - 2014年3月：6:30 - 9:30（180分）
- 2014年4月 - 2014年8月：6:30 - 9:25（175分）
- 2014年9月 - 2015年12月：7:00 - 9:25（145分）
- 2016年1月 - 2019年9月：7:00 - 9:30（150分）
- 2019年10月 - 2020年3月28日：6:45 - 9:30（165分）

## パーソナリティ

### 番組終了時
- 渡辺敏之（元TBCアナウンサー、現ラジオ制作部ディレクター、2008年10月 - 2020年3月28日）
- 折原聖月（元ミヤギテレビアナウンサー、2004年10月 - 2020年3月28日）

### 過去
| 期間      | 期間      | 男性     | 女性     |
| --------- | --------- | -------- | -------- |
| 2000.10.7 | 2001.3.31 | 根本宣彦 | 桜井志保 |
| 2001.4.7  | 2004.9.25 | 根本宣彦 | 黒田典子 |
| 2004.10.2 | 2008.9.27 | 根本宣彦 | 折原聖月 |
| 2008.10.4 | 2020.3.28 | 渡辺敏之 | 折原聖月 |

## 番組コーナー
- オープニング　MC2人の挨拶の後、学生アルバイト2人が一言。
- 今朝の一曲（6時50分）
- 河北新報ニュース（7時）
- 天気予報（7時5分頃）　折原聖月がTBC本社屋上から(悪天候の場合は建物の出入り口付近)から中継する。
- リフレッシュライフ（7時10分）…アウトドアライターの赤羽正典が季節の鳥と東北各地の温泉を紹介。2014年9月までは6時台に放送していた。このコーナーは録音。
- あなたにモーニングコール（7時20分）　スタジオからリスナーに電話
- モーニングセレクション（7時25分）　MCや番組ディレクターが選んだ一曲を流す。
- ウィークエンドラジオナビ（7時30分）…2006年4月より日産ラジオナビから日産がスポンサーから降りたためタイトル変更
  - コメンテーター
    - 第1週　さとう宗幸（歌手）
    - 第2週　飯渕由美（仙台市地域活動栄養士会 介護食研究グループ代表・健康プランニングI主宰）
    - 第3週　菅原悦子（宮城県出身のスポーツライター）(以前は青島健太が出演していたが、2019年埼玉県知事選挙出馬の為、2019年5月18日出演分を以て事実上降板。なお、降板の挨拶等は特になかった。)
    - 最終週　毒蝮三太夫（タレント）
    - 第5週がある月の第4週　堀浩司（阪南大学教授、ベガルタ仙台のサポーター）
- 交通情報（7時42分）
- 交通指導取締情報 （7時45分）
- 河北新報ニュース（7時51分）
- 天気予報 （7時56分）
- エンジョイシニアライフ（8時）
- リクエストコーナー(8時10分)
- 交通情報（8時21分）
- お天気リクエスト（8時24分）…TBC気象台の予報士が週末の天気解説や、リスナーからの天気予報のリクエストに答える。(以前は気象協会の予報士が電話で出演していた)
- 聖月のトーキングシネマサロン（8時30分）…折原聖月がお薦めの映画もしくはDVDを紹介。
- 明るい花束生活（8時50分）…リスナーの想いを伝えたい人、リスナーが日頃お世話になっている人に番組から花束を贈る。
- 河北新報ニュース（9時00分）
- 天気予報（9時5分）
- 仙台市民だより（9時10分）
- きょうから一週間あなたの運勢（9時15分）

## 終了したコーナー
- 梨元勝の芸能界ここだけの噂
- 日本全国8時です
- JX童話の花束2011年4月 - 2014年3月まで
- NEWS宮城の一週間

## エピソード
- 毎年行われるTBC夏祭りで毒蝮三太夫をゲストに迎えて公開収録が行われ、一部が放送される

## 番組へのアクセス
- ハガキ・手紙：〒980-8668 TBCラジオ「ラジオマガジンEARLY BIRD」各コーナー宛て
- FAX：022-305-1088
- Eメール　bird@1260.jp